# April Telek

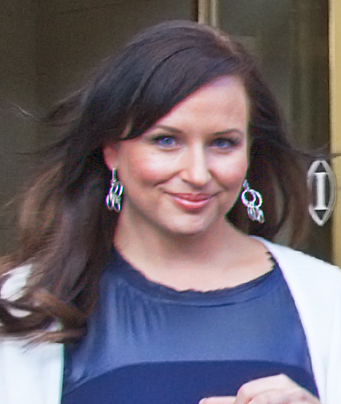
April Telek

April Telek (* 29. April 1975 in Vancouver) ist eine kanadische Filmschauspielerin.

## Leben
April Telek war zunächst als Model tätig. Seit 1995 spielt sie regelmäßig in Film und Fernsehen. Ab 2000 war sie die „Dr. Sara Beckman“ in der Serie Immortal – Der Unsterbliche. Für ihre Hauptrolle im Drama Amazon Falls wurde sie 2010 mit einem Leo Award ausgezeichnet. Ab 2014 spielte sie als „Donna“ in der Krimiserie Rogue. Insgesamt wirkte sie in mehr als 140 Produktionen mit.

## Filmografie (Auswahl)
- 1999: Freeway II – Highway to Hell (Freeway II: Confessions of a Trickbaby)
- 2000–2001: Immortal – Der Unsterbliche (The Immortal, Fernsehserie, 22 Folgen)
- 2006: Flight 93 – Todesflug am 11. September (Flight 93)
- 2009: Mr. Troop Mom
- 2010: Amazon Falls
- 2011–2012: Hell on Wheels (Fernsehserie, 8 Folgen)
- 2012: Ein Hund namens Duke (Duke)
- 2012: Radio Rebel
- 2013: Midnight Stallion
- 2014: Happy Face Killer
- 2014–2017: Rogue (Fernsehserie, 15 Folgen)
- 2017: Lügen haben kurze Beine 2 (Big Fat Liar 2)
- 2019: Der Weihnachtswettbewerb ( It’s Beginning to Look a Lot Like Christmas)
- 2021: Hexen und Katzen (Scaredy Cats, Fernsehserie, 9 Folgen)
- 2022: Verlorene Liebe (Brazen)
- 2022: Cut, Color, Murder (Fernsehfilm)
- 2022: Just One Kiss (Fernsehfilm)
- 2022: Big Sky River (Fernsehfilm)
- 2023: Fire Country (Fernsehserie, Folge 1x11 Mama Bear)
- 2023: Love on Your Doorstep (Fernsehfilm)
- 2023: A Picture of Her (Fernsehfilm)
- 2023: Boy in the Walls (Fernsehfilm)
- 2023: Big Sky River – The Bridal Path (Fernsehfilm)
- 2023: A World Record Christmas
- 2024: Spread
- 2025: Final Destination – Bloodlines